# Coenotephria longipennis
Coenotephria longipennis là một loài bướm đêm trong họ Geometridae.